# 肝取り勝太郎事件
肝取り勝太郎事件（きもとりかつたろうじけん）とは、 1905年（明治38年）から1907年（明治40年）にかけ、長野県上伊那郡朝日村（現・辰野町）で起きた連続殺人事件。水車小屋を営む馬場勝太郎が次々と女性を狙い、殺害した女性の腹部を切り裂き肝（胆嚢）を抜き取って売るという猟奇的な犯罪だった。

## 事件の経緯
1905年9月1日、辰野の神社で秋祭りが開催されている中、村の酒屋で働いていた16歳の女性が行方不明になった。その9日後、女性は隣村の間にある田んぼで死体となって発見された。その死体は、刃物で下腹部を切られ、内臓が飛び出ており、無残な姿だったという。
そこから2か月後の11月3日、天長節と工事中の辰野駅の落成で大きな祭りが開催されている中、今度は30歳の女性（製糸工場勤務）が行方不明となる。数km離れた場所で彼女も死体となって発見されたが、2ヶ月前と同様に腹を裂かれ内臓が飛び出た状態で発見された。
これにより、若い女性を狙った連続殺人事件が明らかになり、村民は不安を抱いた。
最初の事件から1年後の1906年（明治39年）8月、今度は27歳の女性と0歳の長男、家事を手伝っていた17歳の女性の遺体が発見される。この現場でも、27歳の妻と17歳の女性の腹が切り開かれていた。のみならず、切断した長男の首を母親である女性の腹部に挿入するというより凶悪な犯行もおこなっていた。
警察の刑事は「犯行は外部の者による可能性が高い」と結論づけ、「被害に遭った女性が例外なく腹部を切り裂かれて内臓を抜き取られている」ことから、人間の肝臓が薬剤として取引されている事実に鑑み、犯行の目的は人肝を得てそれを売ることであると推論した。
そして、1907年（明治40年）1月下旬に失踪した48歳の女性が、1ヶ月後に町から数km離れた採石場でミイラ化した遺体となってみつかり、やはり肝臓が切除されていた。相次ぐ事件に上伊那警察署の署長が地元の非難を受けて更迭され、地域では女性の夜間外出を禁じる措置も執られた。
同年8月、村の32歳の女性が夜道で男性に首を絞められる事件が起きた。とっさに女性が男性の睾丸を握りしめると男性は手を離し、月夜だったために女性は相手の顔を視認できた。女性は相手の男が水車小屋で働く馬場勝太郎という人物であると気づく。翌日、馬場勝太郎（当時30歳）は警察に逮捕される。他所から10年前に朝日村に移住し、所帯も持つ水車小屋の管理人として周囲からは評判のよい人物だった。警察の推察通り、薬として大金と引き換えに人の生き肝を入手することを依頼されて犯行に及んだものだった。
勝太郎の供述は一貫しなかったが起訴されて死刑判決を受け、1908年（明治41年）6月に東京監獄で刑が執行された。